# Encelliga organismer
Encelliga organismer är organismer som endast består av endast en cell, och skiljer sig från flercelliga organismer som består av flera celler. De är ingen systematisk grupp, utan omfattar organismer från flera olika riken och grupperingar, bland annat alger, protozoer, bakterier och vissa svampar.
Encelliga organismer har ingen arbetsfördelning mellan cellerna – varje cell måste själv klara av ämnesomsättning, förflyttning och osmotisk och mekanisk stabilitet.
Med några få undantag (bland annat foraminiferer) är de encelliga organismerna osynliga för blotta ögat, alltså mikroorganismer.
Exempel på encelliga organismer är kolerabakterier, amöbor, toffeldjur och jästsvampar.

## Prokaryoter
Prokaryoter är den mest förekommande typ av cell, delvis för att de kan föröka sig väldigt snabbt. Till skillnad från eukaryoter, förekommer prokaryota celler endast som encelliga organismer. Prokaryoter saknar cellkärna (pro = före, karyo = kärna) och membranförsedda organeller. Istället har de flesta prokaryoter sin arvsmassa i formen av en enda kromosom, som ofta är ringsluten. Prokaryoter består av bakterier och arkéer.

## Eukaryoter
Flercelliga organismer består alla av eukaryoter, dock kan eukaryoter också förekomma som encelliga organismer, exempelvis amöbor och jästceller. Flercelliga eukaryoter bildar annars växter, svampar, djur och alger. Eukaryota celler har alla membranomslutet DNA som är uppdelad i kromosomer, organeller och cellskelett som ansvarar för transport inom cellen. De är mycket yngre än prokaryoter, där de äldsta som har hittats är 2,1 miljarder år gamla. Man tror att detta beror på att eukaryoterna har utvecklats från prokaryoterna. Denna teori kallas för endosymbiontteorin.

### Endosymbiontteorin
Endosymbiontteorin är en teori om hur eukaryoter utvecklades. Celler kan med hjälp av endocytos innesluta ämnen med sitt cellmembran. Man föreställer sig att en anaerob organism för några miljarder år sedan tog upp en bakterie, med syfte som föda, men att denna istället överlevde inuti bakterien. Bakterien gynnades av tillvaron i den större cellen då den fungerade som ett skydd mot den yttre miljön, och den stora cellen gynnades i sin tur av bakteriens förmåga till cellandning. Under denna tid ökade syrgashalten nämligen i atmosfären vilket var ett problem för anaeroba celler. Tillsammans levde cellerna i symbios. Bakterien i cellen kom så småningom att utvecklas till den organell som kallas mitokondrie. Kloroplaster utvecklades senare på liknande sätt, då dessa celler tog upp cyanobakterier med förmåga till fotosyntes. Endosymbiontteorin stöds av det faktum att både mitokondrier och kloroplaster har eget ringslutet DNA och är ungefär lika stora som bakterier. De utför även sin egen celldelning under förökning. 